# Altershausen (Allendorf)
Altershausen ist ein untergegangenes Dorf der heutigen Gemeinde Allendorf (Eder) im Landkreis Waldeck-Frankenberg in
Hessen.

## Lage
Der Ort lag östlich von Rennertehausen und westlich der Hatzbach-Mühle. Heute führt die Bundesstraße 253 an der ehemaligen Siedlungsstelle entlang.

## Geschichte
Erstmals urkundlich erwähnt wird der Ort im Jahre 1016. Altershausen könnte im Zusammenhang mit Ellershausen stehen. Am Anfang des 13. Jahrhunderts findet man als Leutpriester den "Plebanus de Aldershusen". 1254 wird eine Mühle zu "Aldershusen" genannt. 1263 erwarb das Kloster St. Georgenberg zwei Höfe (Curias) zu Aldershusen, welche Battenberger Lehen waren. Noch 1390 wird der Kirchhof erwähnt. 1570 werden die Flurstücke von Altershausen von der Gemeinde Rennertehausen übernommen. Warum der Ort unterging kann heute nicht genau gesagt werden. Es könnte im Zusammenhang mit den kriegerischen Einflüssen unter dem Landgrafen Hermann II. (Hessen) oder der Pest stehen.